# Oberschleißheim
Oberschleißheim là một xã ở München (huyện) bang Bayern thuộc nước Đức, ráp ranh giới phía bắc của thành phố München. Xã này được biết tới nhiều là nhờ 3 lâu đài và phi trường cũ, đã được xây trước đây trên 100 năm, bây giờ là chi nhánh của viện bảo tàng Đức. Oberschleißheim có ranh giới, ngoài München, còn có với thành phố Dachau, Unterschleißheim und Garching.

## Phân chia địa phương
Xã này ngoài làng chính còn có những làng Badersfeld, Hochmutting, Kreuzstraße, Lustheim, Mallertshofen, Mittenheim và Neuherberg.

## Lịch sử

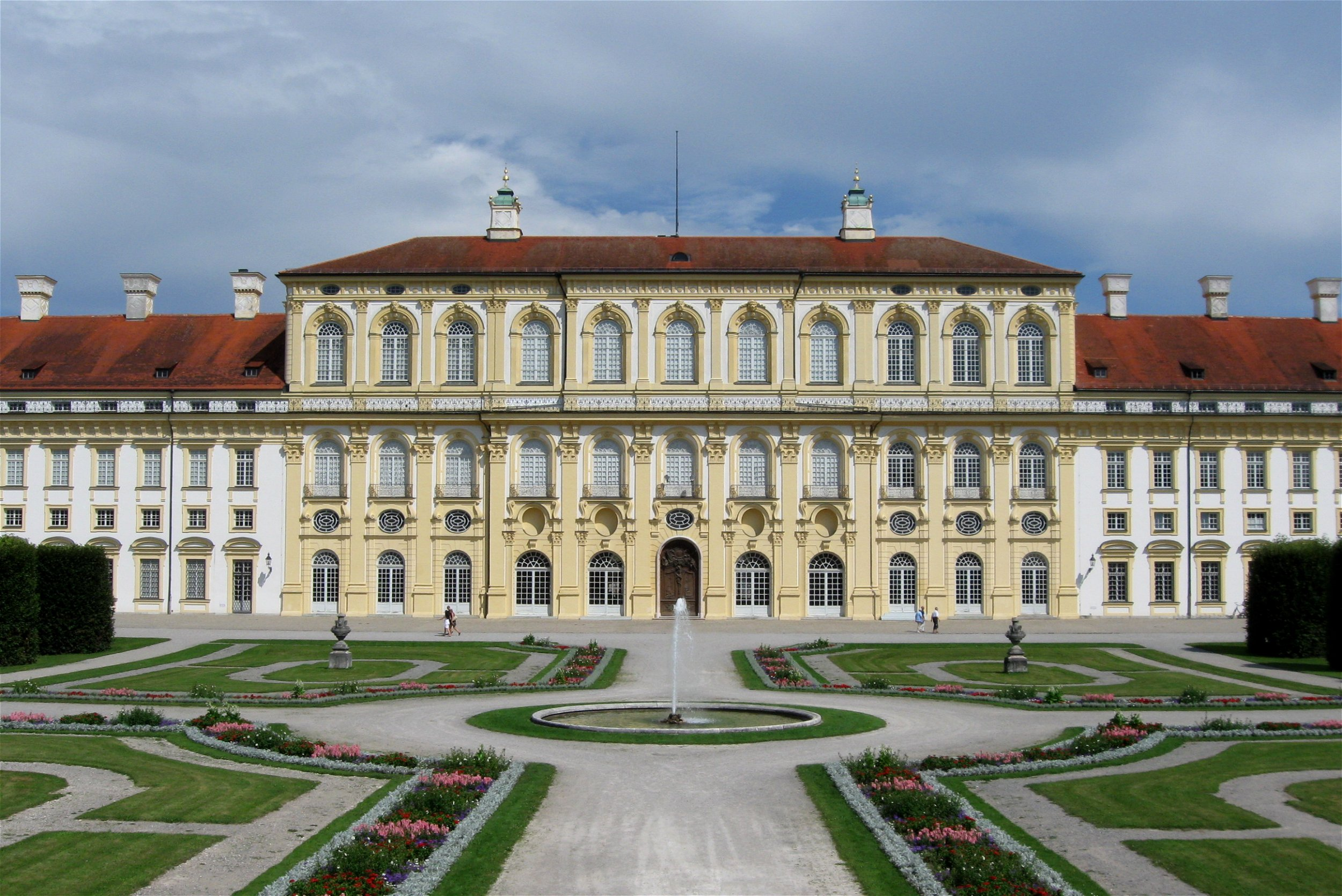
Schleißheim, lâu đài Neue Schloss

Schleißheim được ghi vào trong sổ sách lần đầu tiên vào năm 785 với cái tên là „Sliusheim". Năm 1315 cái làng đó tên là „Sleizheim". Khi công tước Wilhelm V. (der Fromme) mua một nông trại, Schleißheim trở thành một chỗ để săn bắn của dòng họ Wittelsbach. Từ năm 1616 cho tới 1623 ông công tước Maximilian I. cho xây lâu đài Alte Schloss. Từ năm 1701 cho tới 1726 lâu đài Neue Schloss cũng như lâu đài Lustheim được xây theo ủy nhiệm của tuyển hầu tước Max Emanuel.
Giữa thế kỷ thứ 19. tại Oberschleißheim được xây một nhà ga có tên là „Schleißheim" trên tuyến đường München–Landshut. Nhà ga này đã bị thay thế bởi một nhà ga mới tên là „Oberschleißheim" cách đó vài trăm mét về phía bắc vào năm 1972 khi tuyến S-Bahn được khai mạc. Năm 1912 một phi trường được xây tại đây, bây giờ là phi trường xưa nhất mà vẫn được sử dụng tại Đức.

## Chính trị

### Xã trưởng
Từ năm 1996 cho tới bây giờ xã trưởng vẫn là bà Elisabeth Ziegler (SPD).

### Huy hiệu
Cái huy hiệu của Oberschleißheim được tạo ra bởi ông Otto Hupp vào ngày 25 tháng 12 năm 1925, mà cũng ở làng này.

Mô tả: chia làm 2 phần. Phần trên màu đỏ có ký hiệu màu vàng kim của tuyển hầu tước Max Emanuel. Phần dưới hình con thoi trắng xanh của Bayern.